# U.S. National Championships 1966
Die 86. U.S. National Championships fanden vom 1. bis zum 11. September 1966 im West Side Tennis Club in Forest Hills in New York, USA statt.
Titelverteidiger im Einzel waren Manuel Santana bei den Herren sowie Margaret Smith bei den Damen. Im Doppel waren Roy Emerson und Fred Stolle bei den Herren, Carole Caldwell Graebner und Nancy Richey bei den Damen sowie Margaret Smith und Fred Stolle im Mixed die Titelverteidiger.

## Herreneinzel
Setzliste
| Nr. | Spieler        | Erreichte Runde |
| --- | -------------- | --------------- |
| 01. | Manuel Santana | Halbfinale      |
| 02. | Roy Emerson    | Halbfinale      |
| 03. | Dennis Ralston | Achtelfinale    |
| 04. | Tony Roche     | 3. Runde        |

| Nr. | Spieler        | Erreichte Runde |
| --- | -------------- | --------------- |
| 05. | Arthur Ashe    | 3. Runde        |
| 06. | Cliff Drysdale | 3. Runde        |
| 07. | Clark Graebner | Viertelfinale   |
| 08. | Cliff Richey   | 2. Runde        |